# 江西野漆
江西野漆（学名：Toxicodendron succedaneum var. kiangsiense）为漆树科漆属下的一个变种。

## 扩展阅读
- 維基物種上的相關：江西野漆